# Manuel Villar Mingo
Manuel Villar Mingo (24 de diciembre de 1904-29 de octubre de 1972) fue un militante anarquista español con destacada actuación en el movimiento libertario argentino.

## Vida
Nació en Pradoluengo, Burgos el 24 de diciembre de 1904 y de niño emigró a la Argentina, donde trabajó de técnico electricista. Se incorporó a la FORA, actuando en el gremio de la electricidad. En 1926 se vinculó al grupo editor de La Protesta. En 1929 asistió al congreso fundador de la Asociación Continental Americana de Trabajadores (ACAT), y fue nombrado director de su periódico, La Continental Obrera. Fue deportado en 1930 luego del golpe de Estado de José Félix Uriburu y emigró a Chile y Uruguay, reingresando clandestinamente a la Argentina. 
En 1932 fue expulsado nuevamente de la Argentina y se estableció en España, donde se hizo cargo de la dirección de Solidaridad Obrera en Barcelona. En 1933 fue encarcelado por un tiempo breve. Apoyó la postura electoralista en las elecciones de 1936, lo cual lo distanció de Josep Peirats. También dirigió los periódicos CNT de Madrid y Fragua Social en Valencia. Durante la guerra trabajó en Cataluña en el Comité Central de Abastos por la FAI. 
Derrotada la República Española, fue internado en el campo de concentración de Albatera. Posteriormente estuvo detenido un año en la Cárcel Modelo de Madrid. Fue nuevamente detenido entre 1941 y 1946 por actividades antifranquistas. Al ser liberado volvió a intentar reorganizar clandestinamente la CNT, pero fue detenido nuevamente  en noviembre de 1947 y condenado a 25 años de prisión por el régimen franquista. Fue liberado en 1960.
Una vez libre se radicó definitivamente en Buenos Aires, Argentina. Allí escribió en 1962 España en la ruta de la libertad, publicado por la Editorial Reconstruir. Colaboró con Diego Abad de Santillán en la elaboración de obras enciclopédicas. Formó pareja con Benigna Galve. Murió el 29 de octubre de 1972.

## Obras
- Condiciones para la revolución en América (1932)
- La insurrección anarquista del 8 de diciembre de 1933 (Barcelona, 1934), con Abad de Santillán.
- España en la ruta de la libertad (Buenos Aires, 1962, Ed. Reconstruir)
- El peligro comunista. Sus causas y sus remedios (Madrid, s.f.)
- El anarquismo en la insurrección de Asturias: la CNT y la FAI en octubre de 1934 (1994, Madrid, Reeditado por la FAL)